# Yrjö Kallinen
Yrjö Henrik Kallinen (né le 15 juin 1886 à Oulu et mort le 1er janvier 1976 à Helsinki) est un homme politique finlandais,,.

## Biographie

### Jeunesse
Yrjö Kallinen est le fils d'Henrik Kallinen et de Johanna Elisa Savilaakso.
Son père était d'abord agriculteur, mais quand son exploitation tombe en faillite et il s'installe à Oulu comme tanneur à l'usine d'Åström.
Les études d'Yrjö  Kallinen se sont limitées à l'école primaire, qu'il termine en 1898. Cependant, dès son jeune âge, il s'intéresse à un large éventail de disciplines, telles que la psychologie et la religion, grâce à l'auto-apprentissage.

### Guerre civile
Yrjö Kallinen adhère à l'idée du pacifisme dès son jeune âge.
Il s'oppose à l'armement des Gardes rouges et au lancement d'une révolution violente, mais se retrouve impliqué dans les événements de la guerre civile finlandaise en raison de ses responsabilités dans les organisations du mouvement ouvrier.
Lorsque les forces blanches s'approchent d'Oulu dominé par les Gardes rouges au tournant de janvier-février, Yrjö Kallinen est envoyé à leur rencontre en tant que négociateur entre les Rouges et les Blancs.
Il cherche une solution pacifique, et promet aux Blancs, même au péril de sa vie, de remettre les armes des Rouges au gouvernement légitime du pays.
Cependant, les négociations n'ont pas abouti.
Lorsque les Blancs conquièrent Oulu (fi) quelques jours plus tard, Yrjö Kallinen, qui marchait sans armes est arrêté.
En raison de son rôle dirigeant, il est d'abord été condamné à mort par un tribunal de campagne, mais le commandant blanc ne signère pas le verdict.
Dans une entrevue avec la presse , Yrjö Kallinen racontera : 

« Il faisait -18°C lorsque mes camarades et moi nous tenions au bord de la tombe. Nous avions creusé cette tombe nous-mêmes. Le peloton d'exécution avec ses armes était prêt à nous tirer dessus. C'est alors que j'ai demandé au commandant si je pouvais dire quelques mots à mes camarades avant l'exécution. J'en ai obtenu la permission et j'ai commencé à parler. Quand j'ai eu fini, mes camarades ont pleuré et le peloton d'exécution a pleuré. Et cet officier a dit « que Kallinen sorte de la ligne ! ». »

Il est de nouveau condamné à mort en juillet 1918 par le tribunal de trahison, bien que plusieurs partisans blancs aient fait appel en sa faveur.
Yrjö Kallinen, le seul dirigeant rouge d'Oulu condamné à mort, a refusé de demander grâce  au tribunal de trahison, mais son dossier lui a tout de même été transmis.
Yrjö Kallinen a été condamné à mort quatre fois au total, mais il n'a jamais été exécuté.
La peine a été commuée à l'automne 1918 en réclusion à perpétuité, qu'il a purgée dans diverses prisons.
Yrjö Kallinen a refusé de demander grâce au président de la République, mais il a été libéré par grâce générale en décembre 1921.
Pendant son emprisonnement, il a prêté un serment qu'il dit avoir tenu toute sa vie :

« ... Je n'obéirai, dans ce monde ou dans les mondes futurs, plus jamais à personne ni à aucune autorité, commandant, gouvernement, dieux ou anges, en quoi que ce soit d'autre que ce que j'admets être vrai ou le meilleur possible. »

### Responsabilités politiques
Pendant la guerre de continuation, Yrjö Kallinen est un partisan de l'opposition pour la paix (fi) et il est l'un des signataires de la déclaration des trente-trois (fi).
Après les guerres, il participe à la fondation de la Ligue démocratique du peuple finlandais (SKDL), mais il reste lui-même au Parti social-démocrate (SDP).
Yrjö Kallinen est nommé, sans lui en demander la permission, candidat du SDP aux élections législatives de 1945 et il est élu député  SDP de la circonscription du Nord de Turku du 6 avril 1945 au 21 juillet 1948.
Yrjö Kallinen est ministre au Cabinet du Premier ministre de Finlande du gouvernement Pekkala (26.03.1946–04.06.1948) et ministre de la Défense du gouvernement Pekkala (27.03.1946–29.07.1948).

## Ouvrages d'Yrjö Kallinen
- (fi) Veljeys miten se käsitetään ja mitä se on?, Suomen teosofinen seura, 1923
- (fi) Osuuskaupallinen valistustyö, Kulutusosuuskuntien keskusliitto, 1932
- (fi) Zen: idän sanoma valaistuksesta, Teosofinen seura, 1944
- (fi) Ostovoiman keskittäminen, Kulutusosuuskuntien keskusliitto, 1949
- (fi) Osuuskaupallisen valistustyön merkitys ja menetelmät, Kulutusosuuskuntien keskusliitto,, 1953
- (fi) Hälinää ja hiljaisuutta, Tammi, 1958
- (fi) Tässä ja nyt, Helsinki, Tammi, 1965
- (fi) Elämmekö unessa, Helsinki, Tammi, 1971
- (fi) Löytäjän ilo: Puheita ja aforismeja, Tammi, 1979 (ISBN 951-30-4651-6)
- (fi) Sanat kuin valo: Yrjö Kallisen ajatuksia, WSOY, 1995 (ISBN 951-0-20510-9)
- (fi) Puheenvuoroja Teosofisessa seurassa vuosilta 1941-1954, Teosofinen seura, 1997 (ISBN 951-96200-3-6)

## Reconnaissance
- 2004, Suuret suomalaiset
- 1995, Yrjö Kallisen valaistuminen, pièce de théâtre d'Esa Kirkkopello
- 1986, Valaistuksen tie, sculpture de Laila Pullinen érigée à Raksila, Oulu
- 1957, Titre honorifique d'Opetusneuvos (fi)